# Lichtopbrengst
Lichtopbrengst of lichtrendement is een natuurkundige grootheid die wordt gebruikt om het rendement van een lichtbron aan te geven, en die wordt uitgedrukt in lumen per watt.
| soort verlichting  | lichtopbrengst in lm/W |
| ------------------ | ---------------------- |
| Gloeilamp 100 W    | 12                     |
| Halogeenlamp 150 W | 14                     |
| TL-buis 26 mm      | 104                    |
| Led                |                        |
| LED-lamp           | 63 - 136               |
| Natriumlamp        | 100-200                |
| metaalhalidelamp   | 100                    |

Vaak is de lichtopbrengst onmiddellijk na inschakelen nog niet optimaal. Gedurende de eerste paar minuten neemt de hoeveelheid licht nog sterk toe.